# Ron O’Brien
Ronald „Ron“ Shay O’Brien (* 14. März 1938 in Pittsburgh; † 19. November 2024) war ein US-amerikanischer Wasserspringer und Wassersprungtrainer.

## Karriere
Ron O’Brien studierte an der Ohio State University. 1959 gewann er die Collegemeisterschaften der Vereinigten Staaten vom Ein-Meter-Brett. 1961 wurde er Meister der Amateur Athletic Union vom Drei-Meter-Brett. 1960 verpasste er knapp die Qualifikation für das Olympiateam. In dieser Zeit trainierte er bei Mike Peppe. Neben seiner Laufbahn als Wasserspringer war er auch als Turner für seine Universität aktiv. Nach seiner aktiven Laufbahn wurde er Trainer an der University of Minnesota. Von 1963 bis 1978 war er Trainer an der Ohio State University. Danach war er sieben Jahre in Mission Viejo tätig.
Nachdem Ron O’Brien 1968 als Assistenztrainer bei den Olympischen Spielen dabei war, war er ab 1972 Cheftrainer der Olympiamannschaften bis 1996. Von 1975 bis 1994 war er Trainer bei den Weltmeisterschaften und von 1975 bis 1995 betreute er die Springer aus den Vereinigten Staaten bei den Panamerikanischen Spielen. Bei den Schwimmweltmeisterschaften 1982 gewannen die von ihm in Mission Viejo betreuten Springerinnen und Springer alle vier möglichen Goldmedaillen. Sein erfolgreichster Schützling war Greg Louganis mit vier olympischen Goldmedaillen, fünf Weltmeisterschaften und sechs Titeln bei Panamerikanischen Spielen. 
1988 wurde Ron O’Brien in die International Swimming Hall of Fame aufgenommen. Seit 2019 war er Mitglied der United States Olympic & Paralympic Hall of Fame.